# Экосистема

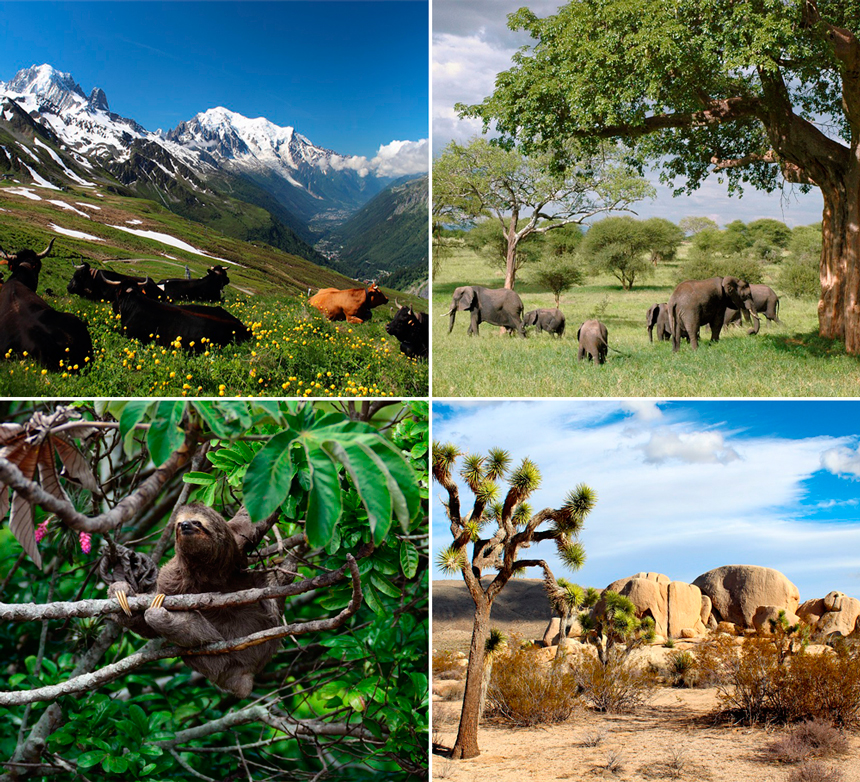
Наземные природные экосистемы

Экосисте́ма, или экологи́ческая систе́ма (от др.-греч. οἶκος — жилище, местопребывание и σύστημα — «целое, составленное из частей; соединение») — основная природная единица на поверхности Земли, совокупность совместно обитающих организмов (биотических) и условий их существования (абиотических), находящихся в закономерной взаимосвязи друг с другом и образующих систему.
Одно из основных понятий в науке Экология. Это биологическая система, состоящая из сообщества живых организмов (биоценоз), среды их обитания (биотоп), системы связей, осуществляющей обмен веществ и энергии между ними.
Пример экосистемы — пруд с обитающими в нём растениями, рыбами, беспозвоночными животными, микроорганизмами, составляющими живой компонент системы, биоценоз. Для пруда как экосистемы характерны донные отложения определённого состава, химический состав (ионный состав, концентрация растворённых газов) и физические параметры (прозрачность воды, сезонный ход температуры), а также определённые показатели биологической продуктивности, трофический статус водоёма и специфические условия данного водоёма. Другой пример экологической системы — лиственный лес в средней полосе России с определённым составом лесной подстилки, характерной для этого типа лесов почвой и устойчивым растительным сообществом, и, как следствие, со строго определёнными показателями микроклимата (температуры, влажности, освещённости) и соответствующим таким условиям среды комплексом животных организмов. Немаловажным аспектом, позволяющим определять типы и границы экосистем, является трофическая структура сообщества и соотношение производителей биомассы, её потребителей и разрушающих биомассу организмов, а также показатели продуктивности и обмена вещества и энергии.

## История термина
Идеи единства всего живого в природе, его взаимодействия и обусловливания процессов в природе ведут своё начало с античных времён. Однако, приобретать современную трактовку понятие стало в конце XIX века:
- 1877 — немецкий гидробиолог К. Мёбиус в 1877 году описывал устричную банку как сообщество организмов и дал ему название «биоценоз».
- 1887 — американского биолога С. Форбса[англ.] озеро со всей совокупностью организмов определяется как «микрокосм» («Озеро как микрокосм» — «The lake as a microcosme» (англ.), 1887[3]).
- 1898 — В. В. Докучаев развивал представление о целостной системе «живой и мёртвой природе»[4].

В 1935 году современный термин экосистема впервые был предложен английским экологом Артуром Тенсли.
В смежных науках существуют также различные определения, в той или иной степени отражающие понятие «экосистема», например:
- 1930 — «геосистема» — в геоэкологии или введённые примерно в тот же период другими учёными «голоцен» (Клементс, Фредерик, 1930)
- 1944 — «биокосное тело» в геохимии (Вернадский, Владимир Иванович, 1944)[5][6])
- 1945 — «Биогеоценоз» в биологии и биогеоценологии (Сукачёв, Владимир Николаевич[7])
- 1973 — «геоэкобиота» в географии (Герасимов, Иннокентий Петрович[8]).

## Понятие экосистемы

### Определения

Юджин Одум (1913—2002). Отец экосистемной экологии

- Любое единство, включающее все организмы на данном участке и взаимодействующее с физической средой таким образом, что поток энергии создаёт чётко определённую трофическую структуру, видовое разнообразие и круговорот веществ (обмен веществами и энергией между биотической и абиотической частями) внутри системы, представляет собой экологическую систему, или экосистему (Ю. Одум, 1971)[5][9].
- Автор термина «экосистема» — Tansley — прямо отрицал существование какой-либо надорганизменной структуры[10]
- Сообщество живых организмов вместе с неживой частью среды, в которой оно находится, и всеми разнообразными взаимодействиями называют экосистемой (Д. Ф. Оуэн.)[11].
- Любую совокупность организмов и неорганических компонентов окружающей их среды, в которой может осуществляться круговорот веществ, называют экологической системой или экосистемой (В. В. Денисов.)[11].
- Термин «Биогеоценоз» был предложен Сукачёвым взамен термина ландшафт. Поэтому при выделении биогеоценозов его биотическую компоненту Сукачёв учитывал в последнюю очередь: «Участок земной поверхности, на известном протяжении однородный по горным породам, по влаге, по атмосферным явлениям, по почве, по растительности и животному миру и характеризующемуся одинаковой на этом протяжении формой взаимодействия между этими элементами географического комплекса… нередко называют малоудачным термином — элементарным ландшафтом… целесообразно, мне кажется, применить… к этому элементарному участку земной поверхности выражение „геоценоз“… по аналогии с выражением биологов: „биоценоз“, „фитоценоз“ и „зооценоз“. Для того чтобы подчеркнуть роль биоценоза в жизни этого целого комплекса, ещё лучше назвать его биогеоценозом»[12]

Иногда особо подчёркивается, что экосистема — это исторически сложившаяся система (см. Биоценоз).

### Концепция экосистемы
Экосистема — сложная (по определению сложных систем Л. Берталанфи) самоорганизующаяся, саморегулирующаяся и саморазвивающаяся система. Основной характеристикой экосистемы является наличие относительно замкнутых, стабильных в пространстве и времени потоков вещества и энергии между биотической и абиотической частями экосистемы. Из этого следует, что не всякая биологическая система может назваться экосистемой, например, таковыми не являются аквариум или трухлявый пень. Данные биологические системы (естественные или искусственные) не являются в достаточной степени самодостаточными и саморегулируемыми (аквариум), если перестать регулировать условия и поддерживать характеристики на одном уровне, достаточно быстро она разрушится. Такие сообщества не формируют самостоятельных замкнутых циклов вещества и энергии (пень), а являются лишь частью большей системы. Такие системы следует называть сообществами более низкого ранга, или же микрокосмами. Иногда для них употребляют понятие — фация (например, в геоэкологии), но оно не способно в полной мере описать такие системы, особенно искусственного происхождения. В общем случае в разных науках понятию «фация» соответствуют различные определения: от систем субэкосистемного уровня (в ботанике, ландшафтоведении) до понятий, не связанных с экосистемой (в геологии), либо понятие, объединяющее однородные экосистемы (Сочава В. Б.), или почти тождественное (Берг Л. С., Раменский Л. Г.) определению экосистемы.

В. Н. Сукачёв (1880—1967). Автор термина биогеоценоз

Экосистема является открытой системой и характеризуется входными и выходными потоками вещества и энергии. Основа существования практически любой экосистемы — поток энергии солнечного света, который является следствием термоядерной реакции, — в прямом (фотосинтез) или косвенном (разложение органического вещества) виде, за исключением глубоководных экосистем: «чёрных» и «белых» курильщиков, источником энергии в которых является внутреннее тепло Земли и энергия химических реакций.

### Биогеоценоз и экосистема
В соответствии с определениями, между понятиями «экосистема» и «биогеоценоз» нет никакой разницы, биогеоценоз можно считать полным синонимом термина экосистема. Однако существует распространённое мнение, согласно которому биогеоценоз может служить аналогом экосистемы на самом начальном уровне, так как термин «биогеоценоз» делает бо́льший акцент на связь биоценоза с конкретным участком суши или водной среды, в то время как экосистема предполагает любой абстрактный участок. Поэтому биогеоценозы обычно считаются частным случаем экосистемы. Разными авторами в определении термина биогеоценоз перечисляются конкретные биотические и абиотические компоненты биогеоценоза, в то время как определение экосистемы носит более общий характер.

## Строение экосистемы

Строение экосистемы (биогеоценоза) по Реймерсу Н. Ф.

В экосистеме можно выделить два компонента — биотический и абиотический. Биотический делится на автотрофный (организмы, получающие первичную энергию для существования из фото- и хемосинтеза или продуценты) и гетеротрофный (организмы, получающие энергию из процессов окисления органического вещества — консументы и редуценты) компоненты, формирующие трофическую структуру экосистемы.
Единственным источником энергии для существования экосистемы и поддержания в ней различных процессов являются продуценты, усваивающие энергию солнца, (тепла, химических связей) с эффективностью 0,1—1 %, редко 3—4,5 % от первоначального количества. Автотрофы представляют первый трофический уровень экосистемы. Последующие трофические уровни экосистемы формируются за счёт консументов (2-й, 3-й, 4-й и последующие уровни) и замыкаются редуцентами, которые переводят неживое органическое вещество в минеральную форму (абиотический компонент), которая может быть усвоена автотрофным элементом.

### Основные компоненты экосистемы
С точки зрения структуры в экосистеме выделяют:
1. климатический режим, определяющий температуру, влажность, режим освещения и прочие физические характеристики среды;
2. неорганические вещества, включающиеся в круговорот;
3. органические соединения, которые связывают биотическую и абиотическую части в круговороте вещества и энергии;
4. продуценты — организмы, создающие первичную продукцию;
5. макроконсументы, или фаготрофы, — гетеротрофы, поедающие другие организмы или крупные частицы органического вещества;
6. микроконсументы (сапротрофы) — гетеротрофы, в основном грибы и бактерии, которые разрушают мёртвое органическое вещество, минерализуя его, тем самым возвращая в круговорот.

Последние три компонента формируют биомассу экосистемы.
С точки зрения функционирования экосистемы выделяют следующие функциональные блоки организмов (помимо автотрофов):
1. биофаги — организмы, поедающие других живых организмов,
2. сапрофаги — организмы, поедающие мёртвое органическое вещество.

Данное разделение показывает временно-функциональную связь в экосистеме, фокусируясь на разделении во времени образования органического вещества и перераспределении его внутри экосистемы (биофаги) и переработки сапрофагами. Между отмиранием органического вещества и повторным включением его составляющих в круговорот вещества в экосистеме может пройти существенный промежуток времени, например, в случае соснового бревна, 100 и более лет.
Все эти компоненты взаимосвязаны в пространстве и времени и образуют единую структурно-функциональную систему.

#### Экотоп

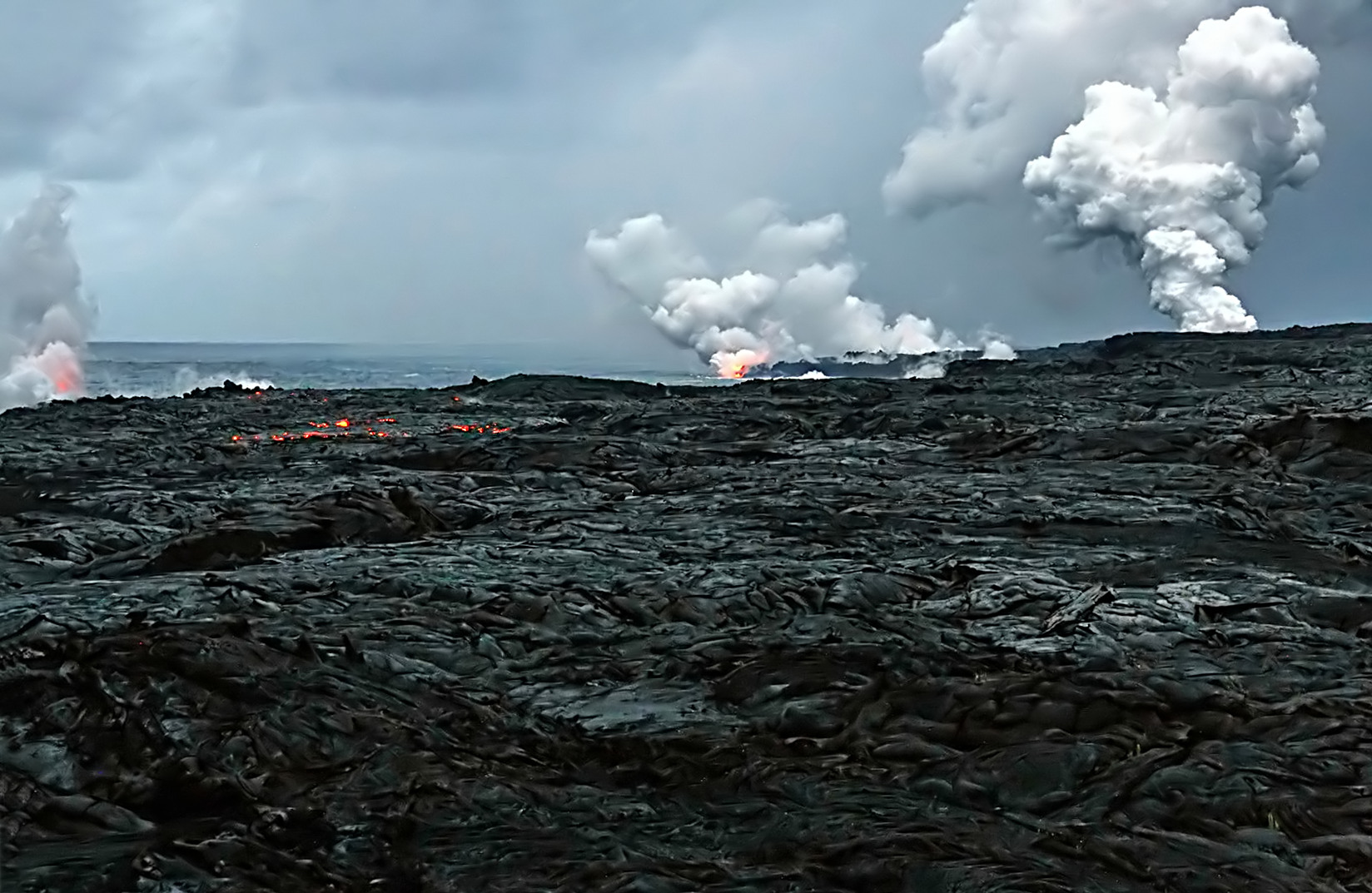
Изливающаяся в океан лава на острове Гавайи формирует новый прибрежный экотоп

Обычно понятие экотоп определялось как местообитание организмов, характеризующееся определённым сочетанием экологических условий: почв, грунтов, микроклимата и др. В этом случае это понятие близко к понятию климатоп.
На данный момент под экотопом в отличие от биотопа понимается определённая территория или акватория со всем набором и особенностями почв, грунтов, микроклимата и других факторов в неизменённом организмами виде. Примерами экотопа могут служить наносные грунты, новообразовавшиеся вулканические или коралловые острова, вырытые человеком карьеры и другие заново образовавшиеся территории. В этом случае климатоп является частью экотопа.

#### Климатоп

Зонирование территорий по типу климата (Схема Холдриджа)

Изначально «климатоп» был определён В. Н. Сукачёвым (1964) как воздушная часть биогеоценоза, отличающаяся от окружающей атмосферы своим газовым составом, особенно концентрацией углекислого газа в приземном биогоризонте, кислорода там же и в биогоризонтах фотосинтеза, воздушным режимом, насыщенностью биолинами, уменьшенной и изменённой солнечной радиацией и освещённостью, наличием люминесценции растений и некоторых животных, особым тепловым режимом и режимом влажности воздуха.
На данный момент это понятие трактуется чуть более широко: как характеристика биогеоценоза, сочетание физических и химических характеристик воздушной или водной среды, существенных для населяющих эту среду организмов. Климатоп задаёт в долговременном масштабе основные физические характеристики существования животных и растений, определяя круг организмов, которые могут существовать в данной экосистеме.

#### Эдафотоп
Под эдафотопом обычно понимается почва как составной элемент экотопа. Однако более точно это понятие следует определять как часть косной среды, преобразованной организмами, то есть не всю почву, а лишь её часть. Почва (эдафотоп) является важнейшей составляющей экосистемы: в нём происходит замыкание циклов вещества и энергии, осуществляется перевод из мёртвого органического вещества в минеральные и их вовлечение в живую биомассу. Основными носителями энергии в эдафотопе выступают органические соединения углерода, их лабильные и стабильные формы, они в наибольшей степени определяют плодородие почв.

Биоценоз, представленный в схематичном виде как пищевая сеть и её биотоп

#### Биотоп
«Биотоп» — преобразованный биотой экотоп или, более точно, участок территории, однородный по условиям жизни для определённых видов растений или животных, или же для формирования определённого биоценоза.

#### Биоценоз
Биоценоз — исторически сложившаяся совокупность растений, животных, микроорганизмов, населяющих участок суши или водоёма (биотоп). Не последнюю роль в формировании биоценоза играет конкуренция и естественный отбор. Основная единица биоценоза — консорция, так как любые организмы в той или иной степени связаны с автотрофами и образуют сложную систему консортов различного порядка, причём это сеть является консортом всё большего порядка и может косвенно зависеть от всё большего числа детерминантов консорций.
Также возможно разделение биоценоза на фитоценоз и зооценоз. Фитоценоз — это совокупность растительных популяций одного сообщества, которые и формируют детерминантов консорций. Зооценоз — это совокупность популяций животных, которые и являются консортами различного порядка и служат механизмом перераспределения вещества и энергии внутри экосистемы (см. функционирование экосистем).
Биотоп и биоценоз вместе формируют биогеоценоз/экосистему.

## Механизмы функционирования экосистемы

### Устойчивость экосистем

Схема гомеостаза системы по Ю. Одуму

Экосистема может быть описана комплексной схемой положительных и отрицательных обратных связей, поддерживающих гомеостаз системы в некоторых пределах параметров окружающей среды. Таким образом, в некоторых пределах экосистема способна при внешних воздействиях поддерживать свою структуру и функции относительно неизменными. Обычно выделяют два типа гомеостаза: резистентный — способность экосистем сохранять структуру и функции при негативном внешнем воздействии (см. Принцип Ле Шателье — Брауна) и упругий — способность экосистемы восстанавливать структуру и функции при утрате части компонентов экосистемы. В англоязычной литературе используются сходные понятия: локальная устойчивость — англ. local stability (резистентный гомеостаз) и общая устойчивость — англ. global stability (упругий гомеостаз).

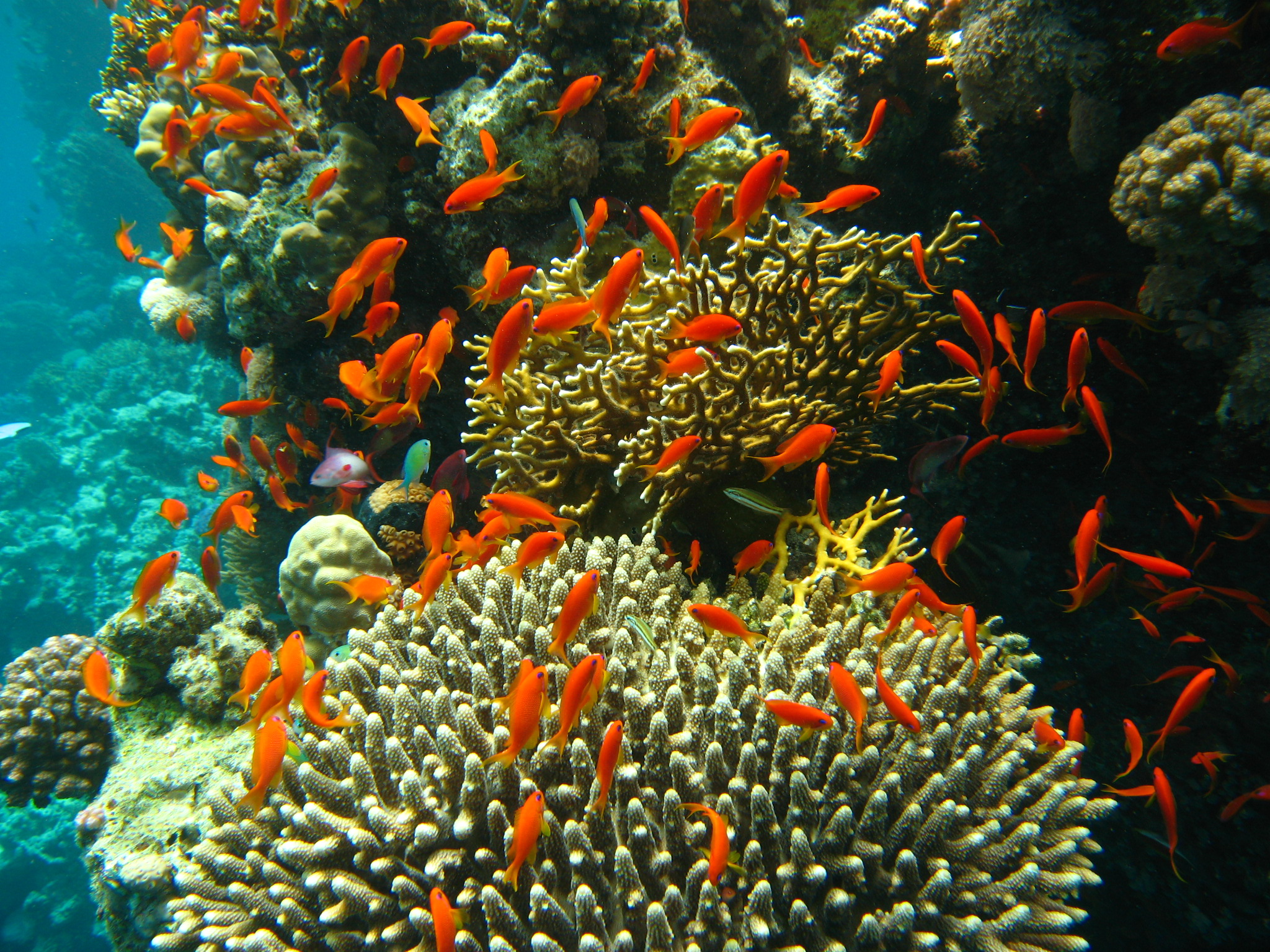
Коралловые рифы — пример хрупкости биоразнообразия

Иногда выделяют третий аспект устойчивости — устойчивость экосистемы по отношению к изменениям характеристик среды и изменению своих внутренних характеристик. В случае, если экосистема устойчиво функционирует в широком диапазоне параметров окружающей среды и/или в экосистеме присутствует большое число взаимозаменяемых видов (то есть, когда различные виды, сходные по экологическим функциям в экосистеме, могут замещать друг друга), такое сообщество называют динамически прочным (устойчивым). В обратном случае, когда экосистема может существовать в весьма ограниченном наборе параметров окружающей среды, и/или большинство видов незаменимы в своих функциях, такое сообщество называется динамически хрупким (неустойчивым). Данная характеристика в общем случае не зависит от числа видов и сложности сообществ. Классическим примером может служить Большой Барьерный риф у берегов Австралии (северо-восточное побережье), являющийся одной из «горячих точек» биоразнообразия в мире — симбиотические водоросли кораллов, динофлагелляты, весьма чувствительны к температуре. Отклонение от оптимума буквально на пару градусов ведёт к гибели водорослей, а до 50—60 % (по некоторым источникам до 90 %) питательных веществ полипы получают от фотосинтеза своих мутуалистов.

Различные положения равновесия систем (иллюстрация)

У экосистем существует множество состояний, в которых она находится в динамическом равновесии; в случае выведения из него внешними силами, экосистема совершенно необязательно вернётся в изначальное состояние, зачастую её привлечёт ближайшее равновесное состояние (аттрактор), хотя оно может быть очень близким к первоначальному.

### Биоразнообразие и устойчивость в экосистемах

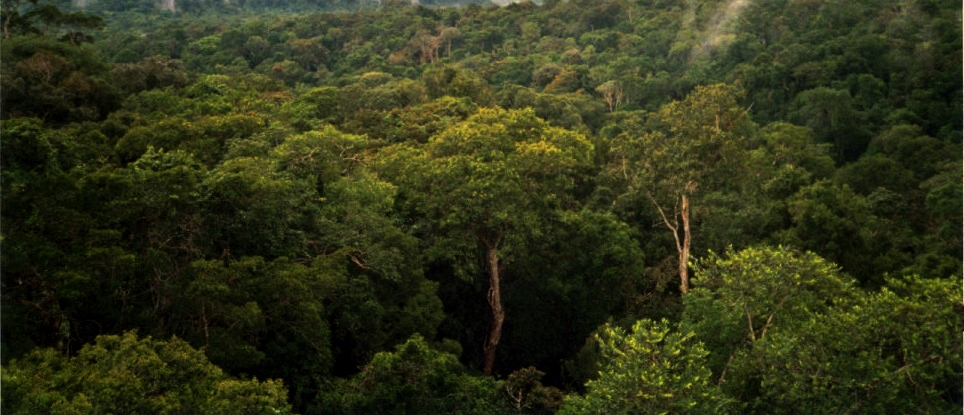
Дождевые леса Амазонии, как и влажные экваториальные леса, являются местами наибольшего биоразнообразия

Обычно устойчивость связывали и связывают с биоразнообразием видов в экосистеме (альфаразнообразие), то есть, чем выше биоразнообразие, чем сложнее организация сообществ, тем сложнее пищевые сети, тем выше устойчивость экосистем. Но уже 40 и более лет назад на данный вопрос существовали различные точки зрения, и на данный момент наиболее распространено мнение, что как локальная, так и общая устойчивость экосистемы зависят от значительно большего набора факторов, чем просто сложность сообществ и биоразнообразие. Так, на данный момент с повышением биоразнообразия обычно связывают повышение сложности, силы связей между компонентами экосистемы, стабильность потоков вещества и энергии между компонентами.

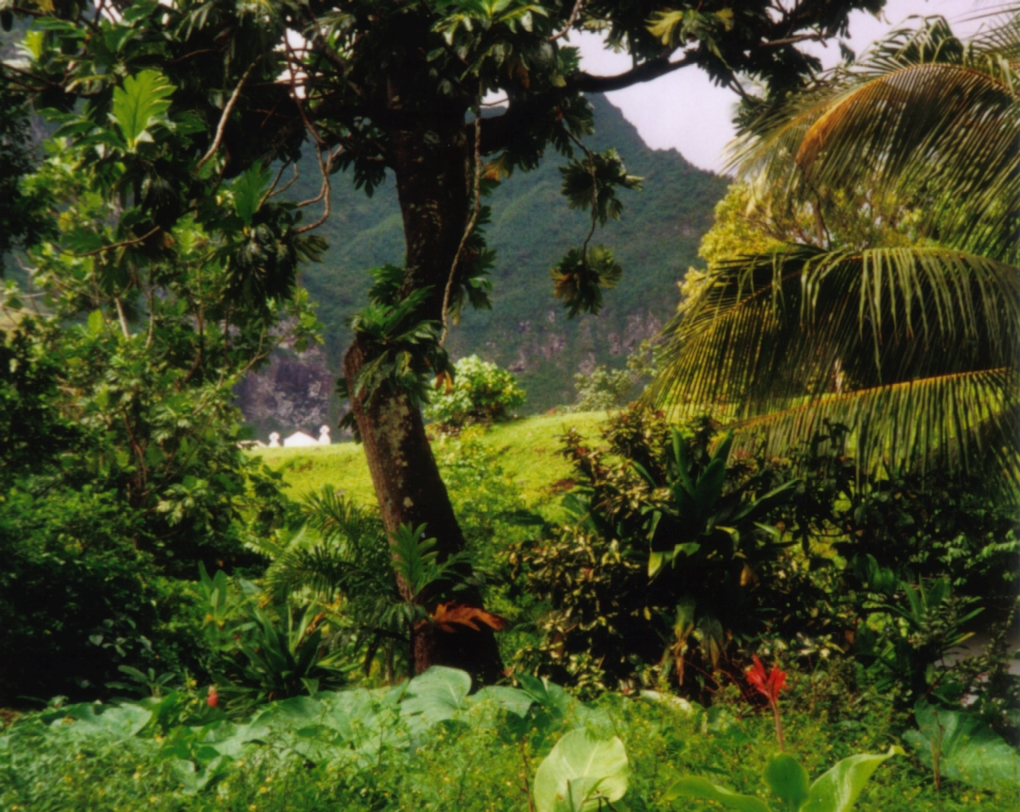
Экваториальный дождевой лес может содержать более 5000 видов растений (для сравнения в лесах таёжной зоны — редко более 200 видов)

Важность биоразнообразия состоит в том, что оно позволяет формировать множество сообществ, различных по структуре, форме, функциям, и обеспечивает устойчивую возможность их формирования. Чем выше биоразнообразие, тем большее число сообществ может существовать, тем большее число разнообразных реакций (с точки зрения биогеохимии) может осуществляться, обеспечивая существование биосферы в целом. 

### Сложность и устойчивость экосистем
На данный момент не существует удовлетворительного определения и модели, описывающей сложность систем и экосистем в частности. Существует два широко распространённых определения сложности: колмогоровская сложность — слишком специализированное для применения к экосистемам. И более абстрактное, но тоже неудовлетворительное определение сложности, данное И. Пригожиным в работе «Время, хаос, квант»: Сложные системы — не допускающие грубого или операционального описания в терминах детерминистских причинностей. В других своих трудах И. Пригожин писал, что не готов дать строгого определения сложности, поскольку сложное — это нечто, что на данный момент не может быть корректно определено.

#### Параметры сложности и их влияние на устойчивость
В качестве параметров сложности экосистем традиционно подразумевались общее число видов (альфа-разнообразие), большое число взаимодействий между видами, сила взаимодействий между популяциями и различные сочетания этих характеристик. При дальнейшем развитии этих представлений появилось утверждение, что чем больше путей переноса и преобразования энергии в экосистеме, тем она устойчивей при различных видах нарушений.
Однако, позже было показано, что данные представления не могут охарактеризовать устойчивость экосистем. Существует множество примеров как весьма устойчивых монокультурных сообществ (фитоценозы орляка), так и слабоустойчивых сообществ с высоким биоразнообразием (коралловые рифы, тропические леса). В 70-80-х годах XX столетия усилился интерес к моделированию зависимости устойчивости от сложности экосистем. Разработанные в этот период модели показали, что в случайным образом генерируемой сети взаимодействия в сообществе при удалении бессмысленных цепей (типа А ест В, В ест С, С ест А и подобного типа) локальная устойчивость падает с увеличением сложности. Если продолжить усложнение модели и учесть, что консументы испытывают влияние пищевых ресурсов, а пищевые ресурсы от консументов не зависят, то можно прийти к выводу о том, что устойчивость не зависит от сложности, либо также падает с её увеличением. Разумеется, такие результаты справедливы главным образом для детритных цепей питания, в которых консументы не влияют на поток пищевых ресурсов, хотя и могут менять пищевую ценность последних.
При изучении общей устойчивости на модели из 6 видов (2 хищника-консумента второго порядка, 2 консумента первого порядка и 2 вида в основании пищевой цепи) исследовалось удаление одного из видов. В качестве параметра устойчивости была принята связность. Сообщество считалось устойчивым, если остальные виды оставались локально устойчивыми. Полученные результаты согласовывались с общепринятыми воззрениями о том, что с повышением сложности при выпадении хищников высшего порядка устойчивость сообщества падает, но при выпадении оснований пищевой цепи с повышением сложности устойчивость повышалась.
В случае упругой устойчивости, когда под сложностью также понимается связность, с повышением сложности упругая устойчивость также повышается. То есть, большее разнообразие видов и большая сила связи между ними позволяет сообществам быстрее восстанавливать свою структуру и функции. Данный факт подтверждает общепринятые взгляды на роль биоразнообразия как некоего пула (фонда) для восстановления полноценной структуры как экосистем, так и более высокоорганизованных структур биосферы, а также самой биосферы в целом. На данный момент общепринятым и фактически неоспариваемым является представление о том, что биосфера эволюционировала в сторону увеличения биоразнообразия (всех трёх его компонентов), ускорения обращения вещества между компонентами биосферы, и «убыстрения» времени жизни как видов, так и экосистем.

### Потоки вещества и энергии в экосистемах

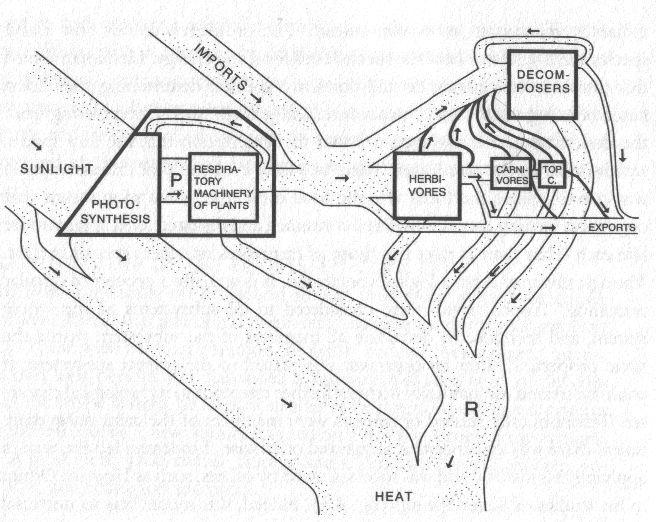
Принципиальная схема потоков вещества и энергии в экосистеме, на примере системы ручьёв Сильвер Спринг (Silver Spring). По Одуму, 1971.

На данный момент научное понимание всех процессов внутри экосистемы далеко от совершенства, и в большей части исследований либо вся экосистема, либо некоторые её части выступают в качестве «чёрного ящика». В то же время, как любая относительно замкнутая система, экосистема характеризуется входящим и выходящим потоком энергии и распределением этих потоков между компонентами экосистем.

#### Продуктивность экосистем
При анализе продуктивности и потоков вещества и энергии в экосистемах выделяют понятия биомасса и урожай на корню. Под урожаем на корню понимается масса тел всех организмов на единице площади суши или воды, а под биомассой — масса этих же организмов в пересчёте на энергию (например, в джоулях) или в пересчёте на сухое органическое вещество (например, в тоннах на гектар). К биомассе относят тела организмов целиком, включая и витализированные омертвевшие части и не только у растений, к примеру, кора и ксилема, но и ногти и ороговевшие части у животных. Биомасса превращается в некромассу только тогда, когда отмирает часть организма (отделяется от него) или весь организм. Часто зафиксированные в биомассе вещества являются «мёртвым капиталом», особенно это выражено у растений: вещества ксилемы могут сотнями лет не поступать в круговорот, служа только опорой растения.
Под первичной продукцией сообщества (или первичной биологической продукцией) понимается образование биомассы (более точно — синтез пластических веществ) продуцентами без исключения энергии, затраченной на дыхание за единицу времени на единицу площади (например, в сутки на гектар).
Первичную продукцию сообщества разделяют на валовую первичную продукцию, то есть всю продукцию фотосинтеза без затрат на дыхание, и чистую первичную продукцию, являющуюся разницей между валовой первичной продукцией и затратами на дыхание. Иногда её ещё называют чистой ассимиляцией или наблюдаемым фотосинтезом).
Чистая продуктивность сообщества — скорость накопления органического вещества, не потребляемого гетеротрофами (а затем и редуцентами). Обычно вычисляется за вегетационный период либо за год. Таким образом, это часть продукции, которая не может быть переработана самой экосистемой. В более зрелых экосистемах значение чистой продуктивности сообщества стремится к нулю (см. концепцию климаксных сообществ).
Вторичная продуктивность сообщества — скорость накопления энергии на уровне консументов. Вторичную продукцию не подразделяют на валовую и чистую, так как консументы только потребляют энергию, усвоенную продуцентами, часть её не ассимилируется, часть идёт на дыхание, а остаток идёт в биомассу, поэтому более корректно называть её вторичной ассимиляцией.

Схема распределения потоков вещества и энергии среди продуцентов и консументов (по Ю. Одуму, 1971)

Распределение энергии и вещества в экосистеме может быть представлено в виде системы уравнений. Если продукцию продуцентов представить как P1, то продукция консументов первого порядка будет выглядеть следующим образом:
- P2=P1-R2,

где R2 — затраты на дыхание, теплоотдача и неассимилированная энергия.
Следующие консументы (второго порядка) переработают биомассу консументов первого порядка в соответствии с:
- P3=P2-R3

и так далее, до консументов самого высшего порядка и редуцентов. Таким образом, чем больше в экосистеме потребителей (консументов), тем более полно перерабатывается энергия, первоначально зафиксированная продуцентами в пластических веществах. В климаксных сообществах, где разнообразие для данного региона обычно максимально, такая схема переработки энергии позволяет сообществам устойчиво функционировать на протяжении длительного времени.

#### Энергетические соотношения в экосистемах (экологические эффективности)
- Соотношения B/R (биомасса к дыханию) и P/R (продуктивность к дыханию)[14]. Первое соотношение (B/R) показывает необходимое количество энергии, затрачиваемой на поддержание существующей биомассы. В случае, если сообщество находится в критических условиях, данное соотношение уменьшается, так как необходимо затратить больше энергии на поддержание той же биомассы. Обычно в таких ситуациях биомасса также уменьшается. Второе соотношение, величина (P/R), характеризует эффективность затрачиваемой энергии (дыхания) на производство биомассы (продуктивность). Такое соотношение можно наблюдать в популяции мелких млекопитающих (к примеру, грызунов).

График изменения соотношения P/B (продуктивность к биомассе) в экосистемах (по А. К. Бродскому, 2002)

- Соотношения A/I (ассимилированная энергия к поступившей) и P/A (продуктивность к ассимилированной энергии)[14]. Первое (A/I) называется эффективностью ассимиляции, а второе (P/A) — эффективностью роста тканей. Эффективность ассимиляции обычно варьирует от 1-4 % для растений и до 20-60 % для животных, для которых всё определяется качеством пищи: травоядные обычно усваивают не более 10-15 % поступившей энергии (но этот показатель может достигать и 80 % при поедании семян и плодов). Хищники, наоборот, могут ассимилировать до 60-90 %. Эффективность роста тканей в большой степени зависит также и от коэффициента P/R и изменяется в довольно больших пределах. Поэтому, как и P/R, эффективность роста тканей обычно достигает максимальных значений в популяциях малых организмов, в условиях, где не требуется больших затрат на поддержание гомеостаза.
- Соотношение P/B (суммарная продуктивность сообщества к его биомассе) является важной характеристикой зрелости сообщества[14]. Коэффициент P/B безразмерен и может рассчитываться как продукция за определённый промежуток времени к средней за этот промежуток биомассе, или в конкретный момент времени как продуктивность в этот момент к существующей биомассе. Это соотношение обычно намного больше единицы в молодых сообществах, но с ростом числа видов и приближением к климаксному сообществу этот коэффициент стремится к единице.

#### Роль антропогенного воздействия
Хозяйственная деятельность человека изменяет величину чистой первичной продукции экосистем. В некоторых регионах, примером которых может служить долина Нила, ирригация даёт значительное увеличение локальной чистой первичной продукции, но это скорее исключение из правила. Глобально на поверхности суши антропогенное воздействие сокращает этот показатель на 9,6 %. 23,8 % чистой первичной продукции биосферы человечество потребляет на свои нужды. Это является следствием того, что 34 % (2000 год) всей свободной ото льда поверхности суши заняты под нужды сельского хозяйства, в том числе 12 % под пашни и 22 % под пастбища. Это сокращает количество энергии, доступной для других биологических видов, негативно влияет на биоразнообразие, затрагивает водный и углеродный циклы планеты. Дальнейшее увеличение этой доли создаёт угрозу разрушения жизненно важных экосистем планеты.

## Пространственные границы экосистемы (хорологический аспект)

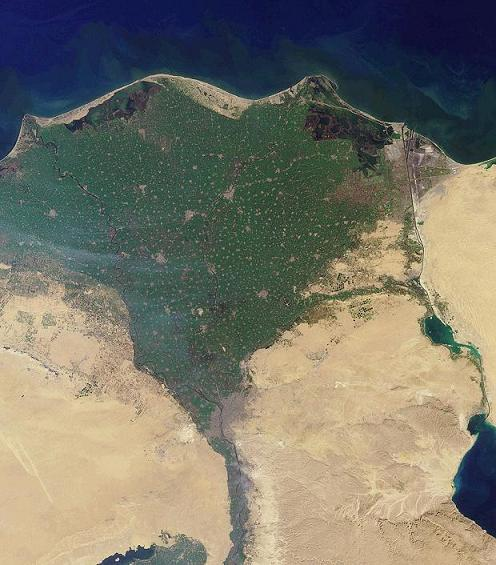
Устье реки — пример экотона (фотография дельты Нила из космоса)

В природе, как правило, не существует чётких границ между различными экосистемами. Всегда можно указать на ту или иную экосистему, но выделить дискретные границы, если они не представлены различными ландшафтными факторами (обрывы, реки, различные склоны холмов, выходы скальных пород и т. п.), не представляется возможным, ибо чаще всего существуют плавные переходы от одной экосистемы к другой. Это обусловлено относительно плавным изменением градиента факторов среды (влажность, температура, увлажнённость и прочее).
Иногда переходы из одной экосистемы в другую могут фактически являться самостоятельной экосистемой. Обычно сообщества, образующиеся на стыке различных экосистем, называются экотонами. Термин «экотон» введён Ф. Клементсом в 1905 году.

### Экотоны
Экотоны играют существенную роль в поддержании биологического разнообразия экосистем за счёт так называемого краевого эффекта — сочетания комплекса факторов среды различных экосистем, обуславливающее большее разнообразие условий среды, следовательно, лицензий и экологических ниш. Тем самым возможно существование видов как из одной, так и из другой экосистемы, а также специфичных для экотона видов (например растительность прибрежно-водных местообитаний). 

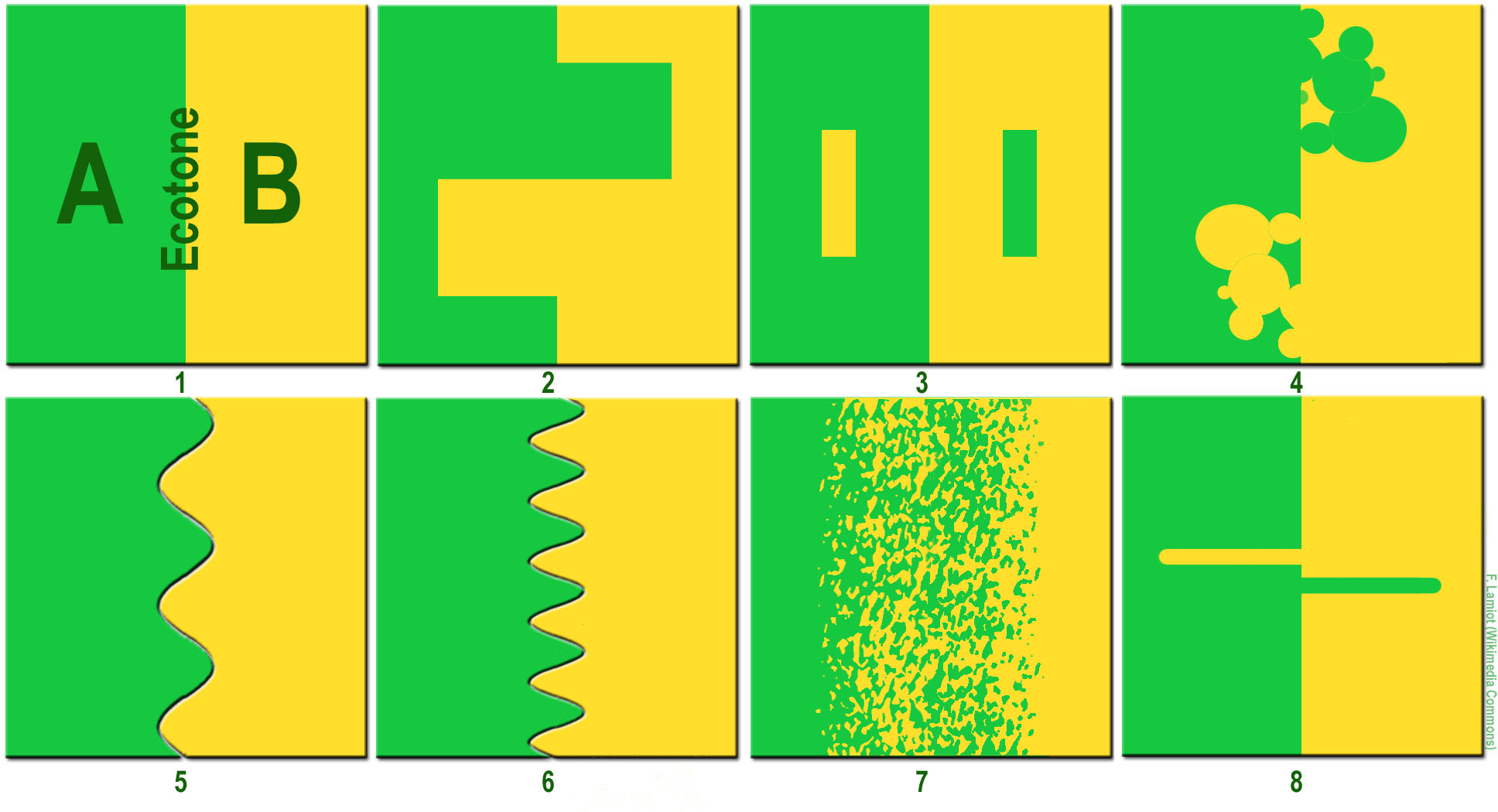
Некоторые возможные варианты границ (экотоны) между экосистемами

 В российской литературе краевой эффект иногда называют эффектом опушки.
Примерами экотонов могут служить прибрежные участки суши и водоёмов (например, литораль), опушки, переходы из лесных экосистем в полевые, эстуарии. Однако не всегда экотон является местом повышенного биоразнообразия видов. К примеру, эстуарии рек, впадающих в моря и океаны, наоборот, характеризуются пониженным биоразнообразием видов, так как средняя солёность дельт не позволяет существовать многим пресноводным и солоноводным (морским) видам.
Альтернативным представлением о континуальных переходах между экосистемами является представление о экоклинах (экологических рядах). Экоклин — постепенная смена биотопов, генетически и фенотипически приспособленных к конкретной среде обитания, при пространственном изменении какого-либо фактора среды (обычно климатического), а потому составляющих непрерывный ряд форм без заметных перерывов постепенности. Экоклин невозможно разделить на экотипы. Например, длина ушей лисиц и мн. др., их признаки изменяются с севера на юг настолько постепенно, что очень затруднительно выделить чёткие морфологические группы, которые бы естественно объединялись в подвиды.

## Временные границы экосистемы (хронологический аспект)

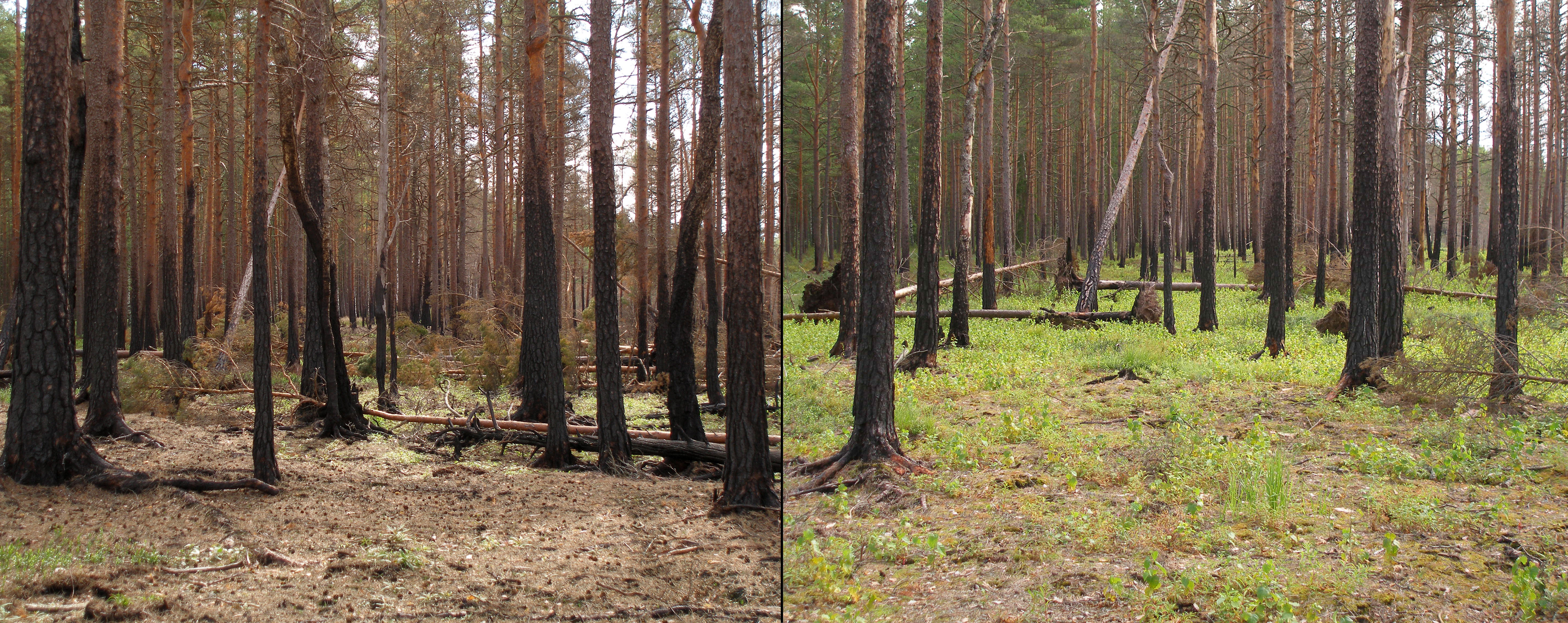
Смена сообщества в сосновом лесу после низового пожара (слева) и через два года после пожара (справа)

На одном и том же биотопе с течением времени существуют различные экосистемы. Смена одной экосистемы на другую может занимать как довольно длительные, так относительно короткие (несколько лет) промежутки времени. Длительность существования экосистем в таком случае определяется этапом сукцессии. Смена экосистем в биотопе может быть обусловлена и катастрофическими процессами, но в таком случае, существенно изменяется и сам биотоп, и такую смену не принято называть сукцессией (за некоторыми исключениями, когда катастрофа, например, пожар — естественный этап циклической сукцессии).

### Сукцессия
Сукцессия — это последовательная, закономерная смена одних сообществ другими на определённом участке территории, обусловленная внутренними факторами развития экосистем. Каждое предыдущее сообщество предопределяет условия существования следующего и собственного исчезновения. Это связано с тем, что в экосистемах, которые являются переходными в сукцессионом ряду, происходит накопление вещества и энергии, которые они уже не в состоянии включить в круговорот, преобразование биотопа, изменение микроклимата и других факторов, и тем самым создаётся вещественно-энергетическая база, а также и условия среды, необходимые для формирования последующих сообществ. Однако, есть и другая модель, которая объясняет механизм сукцессии следующим образом: виды каждого предыдущего сообщества вытесняются лишь последовательной конкуренцией, ингибируя и «сопротивляясь» внедрению последующих видов. Тем не менее, эта теория рассматривает лишь конкурентные отношения между видами, не описывая всю картину экосистемы в целом. Безусловно, такие процессы идут, но конкурентное вытеснение предыдущих видов возможно именно из-за преобразования ими биотопа. Таким образом, обе модели описывают разные аспекты процесса и верны одновременно.

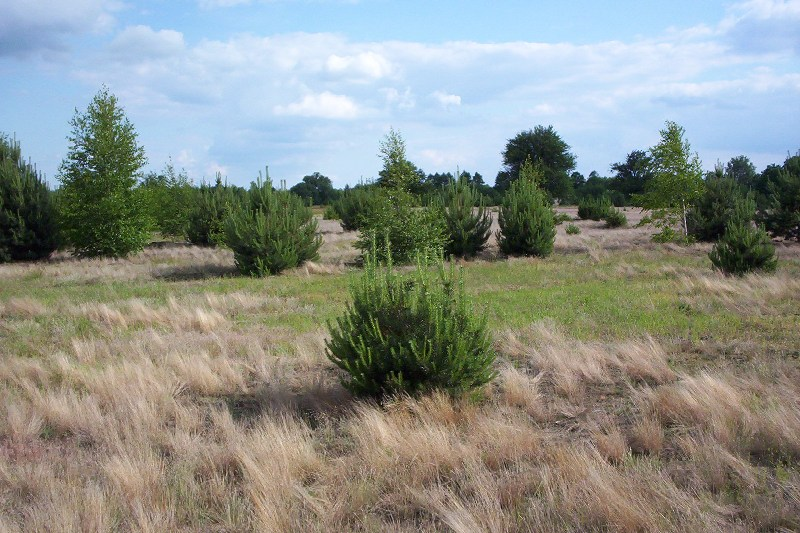
Пример стадии автотрофной сукцессии — лес вырастает на месте залежи

Сукцессия бывает автотрофной (например, сукцессия после лесного пожара) и гетеротрофной (например, осушенное болото). На ранних стадиях автотрофной сукцессионной последовательности соотношение P/R много больше единицы, так как обычно первичные сообщества обладают высокой продуктивностью, но структура экосистемы ещё не сформировалась полностью, и нет возможности утилизировать эту биомассу. Последовательно, с усложнением сообществ, с усложнением структуры экосистемы, расходы на дыхание (R) растут, так как появляется всё больше гетеротрофов, ответственных за перераспределение вещественно-энергетических потоков, соотношение P/R стремится к единице и фактически является таковым у терминального сообщества (экосистемы). Гетеротрофная сукцессия обладает обратными характеристиками: в ней соотношение P/R на ранних этапах много меньше единицы (так как существует много органического вещества и нет необходимости в его синтезе, его можно сразу использовать на построение сообщества) и постепенно увеличивается по мере продвижения по сукцессионным стадиям.

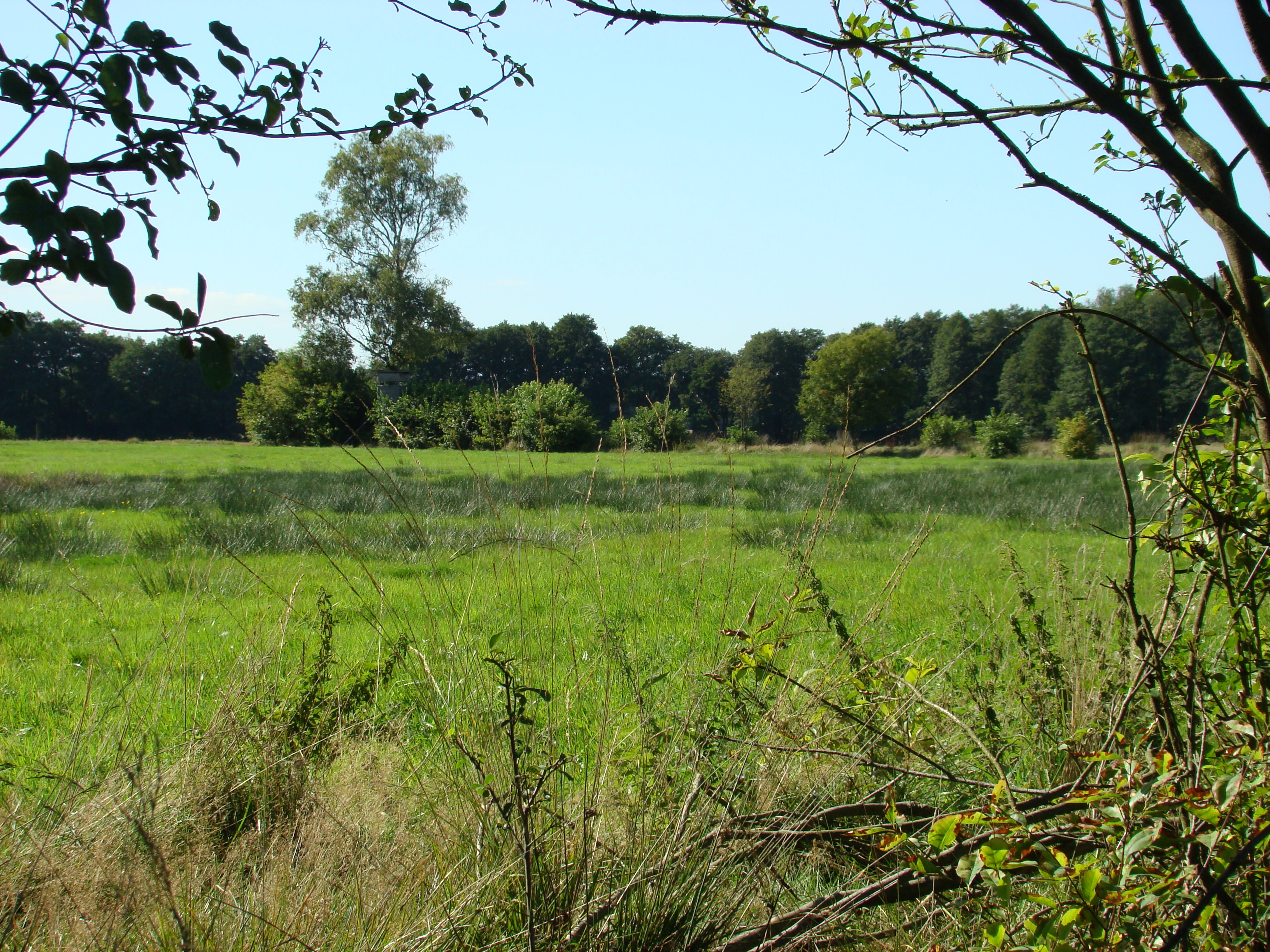
Пример стадии гетеротрофной сукцессии — заболоченный луг

На ранних этапах сукцессии видовое разнообразие мало, но по мере развития разнообразие нарастает, изменяется видовой состав сообщества, начинают преобладать виды со сложными и продолжительными жизненными циклами, обычно появляются всё более крупные организмы, происходит развитие взаимовыгодных коопераций и симбиозов, усложняется трофическая структура экосистемы. Обычно предполагается, что терминальная стадия сукцессии обладает наибольшим видовым биоразнообразием. Это справедливо не всегда, но для климаксных сообществ тропических лесов это утверждение справедливо, а для сообществ умеренных широт пик разнообразия приходится на середину сукцессинного ряда или ближе к терминальной стадии. На ранних стадиях сообщества состоят из видов с относительно высокой скоростью размножения и роста, но низкой способностью к индивидуальному выживанию (r-стратеги). В терминальной стадии воздействие естественного отбора благоприятствует видам с низкой скоростью роста, но большей способностью к выживанию (k-стратеги).
По мере продвижения по сукцессионному ряду происходит всё большее вовлечение биогенных элементов в круговорот в экосистемах, возможно относительное замыкание внутри экосистемы потоков таких биогенных элементов, как азот и кальций (одни из наиболее подвижных биогенов). Поэтому в терминальной стадии, когда большая часть биогенов вовлечена в круговорот, экосистемы более независимы от внешнего поступления данных элементов.
Для исследования процесса сукцессии применяют различные математические модели, в том числе стохастического характера

### Климаксное сообщество

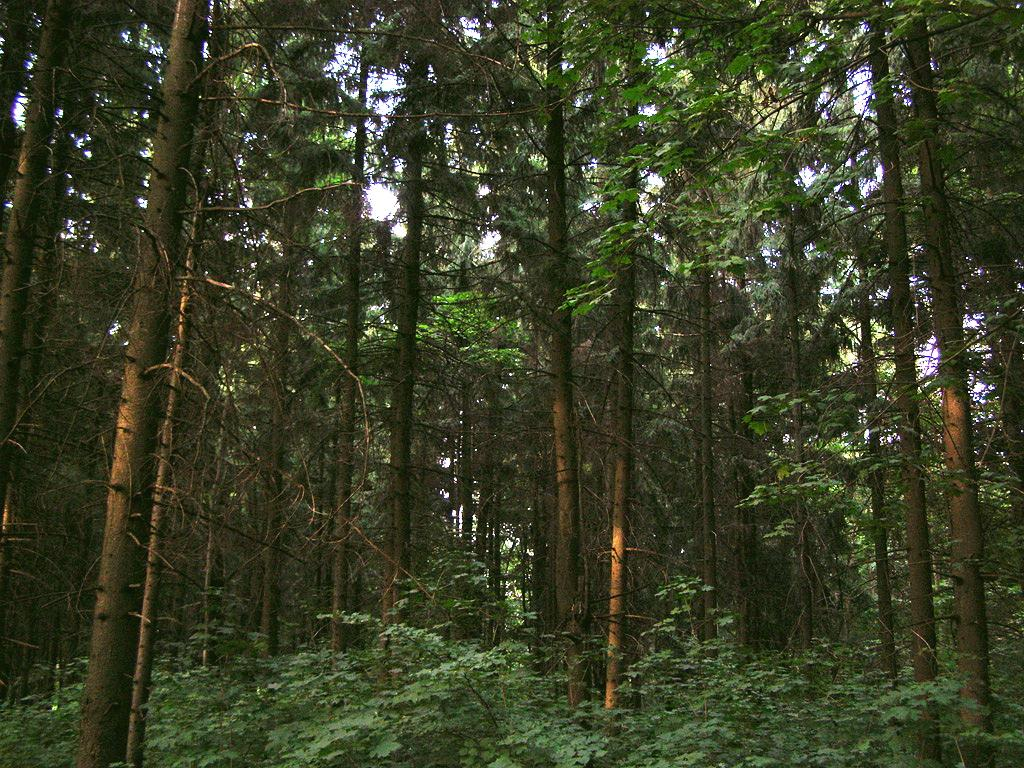
Ельник (еловый лес) — типичный пример климаксного сообщества, развивающегося на некоторых суглинистых почвах на Северо-Западе России в подзоне южной тайги

Понятие сукцессии тесно связано с понятием климаксного сообщества. Климаксное сообщество формируется в результате последовательной смены экосистем и представляет собой наиболее сбалансированное сообщество, максимально эффективно использующее вещественно-энергетические потоки, то есть поддерживающее максимально возможную биомассу на единицу поступающей в экосистему энергии.

Сосновый лес как климаксное сообщество, наоборот, развивается на песчаных и супесчаных почвах

Теоретически у каждого сукцессионного ряда существует климаксное сообщество (экосистема), которое является терминальной стадией развития (или несколько, так называемая концепция поликлимакса). Однако, в реальности сукцессинный ряд замыкается климаксом не всегда, может реализоваться субклимаксное сообщество (или названное Ф. Клементсом — плагиклимакс), которое представляет собой сообщество, предшествующее климаксному, достаточно развитое структурно и функционально. Такая ситуация может возникать в силу естественных причин — условий среды или вследствие деятельности человека (в таком случае его называют дисклимакс).

## Классификация экосистем
Имеются различные подходы к классификации экосистем. Критериями классификации часто служат масштаб, особенности макроструктуры и энергетики, а так же роли человека в формировании.
По масштабу выделяют микроэкосистемы, мезоэкосистемы и биосферу (глобальную экосистему).
По особенностям макроструктуры экосистемы разделяют на наземные, пресноводные и морские.
По особенностям энергетики и участии человека Ю. Одум предложил разделять экосистемы на 1) природные, движимые Солнцем, несубсидируемые, 2) природные, движимые Солнцем субсидируемые другими источниками, Движимые Солнцем и субсидируемые человеком, 3) индустриально-городские, движимые топливом (ископаемым, другим органическим или ядерным).

## Ранги экосистем
Вопрос ранжирования экосистем достаточно сложен. Выделение минимальных экосистем (биогеоценозов) и экосистемы наивысшего ранга — биосферы не вызывает сомнений. Промежуточные же выделения довольно сложны, так как сложности хорологического аспекта не всегда однозначно позволяют определить границы экосистем. В геоэкологии (и ландшафтоведении) существует следующее ранжирование: фация — урочище (экосистема) — ландшафт — географический район — географическая область — биом — биосфера. В экологии существует сходное ранжирование, однако, обычно считается, что корректно выделение лишь одной промежуточной экосистемы — биома.

### Биомы
Биом — крупное системно-географическое (экосистемное) подразделение в пределах природно-климатической зоны (Реймерс Н. Ф.). Согласно Р. Х. Уиттекеру — группа экосистем данного континента, которые имеют сходную структуру или физиономию растительности и общий характер условий среды. Это определение несколько некорректно, так как существует привязка к конкретному континенту, а некоторые биомы присутствуют на разных континентах, например, тундровый биом или степной.
На данный момент наиболее общепринятое определение звучит так: «Биом — совокупность экосистем со сходным типом растительности, расположенных в одной природно-климатической зоне» (Акимова Т. А., Хаскин В. В.).
Общим в этих определениях является то, что в любом случае биомом называется совокупность экосистем одной природно-климатической зоны.
Выделяют от 8 до 30 биомов. Географическое распределение биомов определяют:
1. Закон географической зональности (сформулированный В. В. Докучаевым)

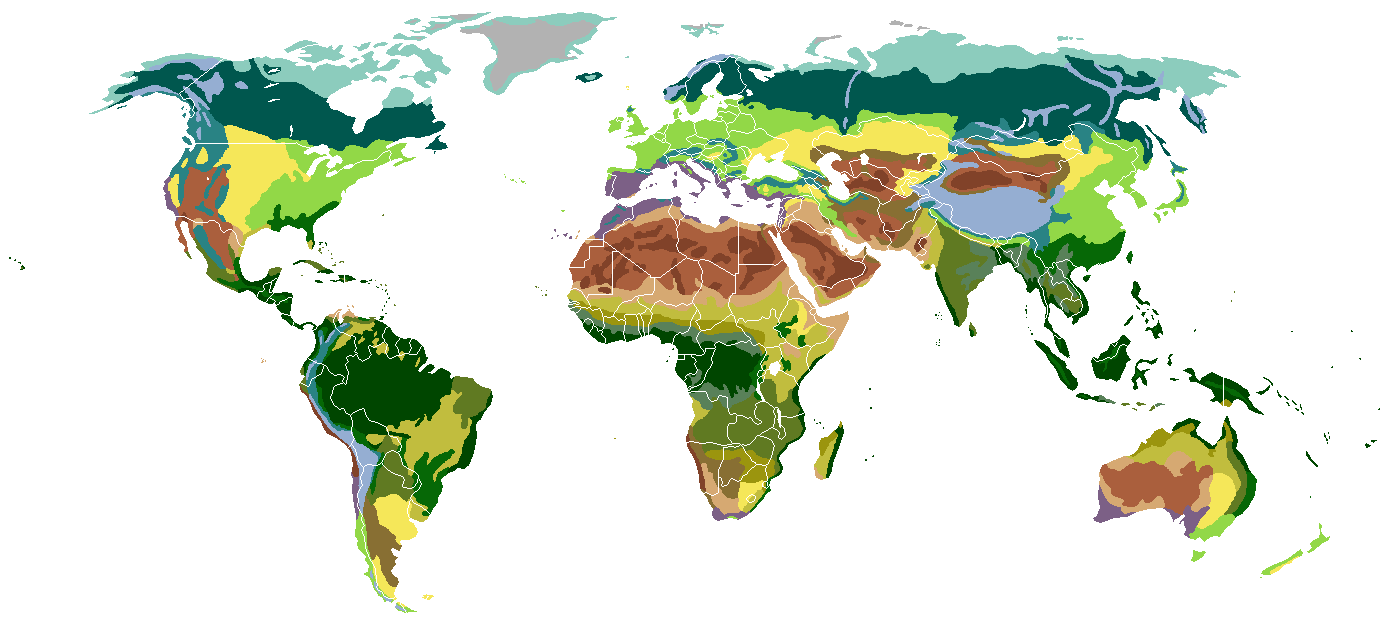

2. Закон секторности

| Наземные биомы, классифицированные по типу растительности |                                                                           |                                                                         | |                               |
| Полярные пустыни Тундра Тайга Широколиственные леса       | Степи Субтропические дождевые леса Средиземноморские биомы Муссонные леса | Аридные пустыни Ксерофитных кустарников Южные степи Семиаридные пустыни | Саванны Саванны с древесной растительностью (лесостепи) Субтропический лес Тропический дождевой лес | Альпийская тундра Горные леса |

### Биосфера

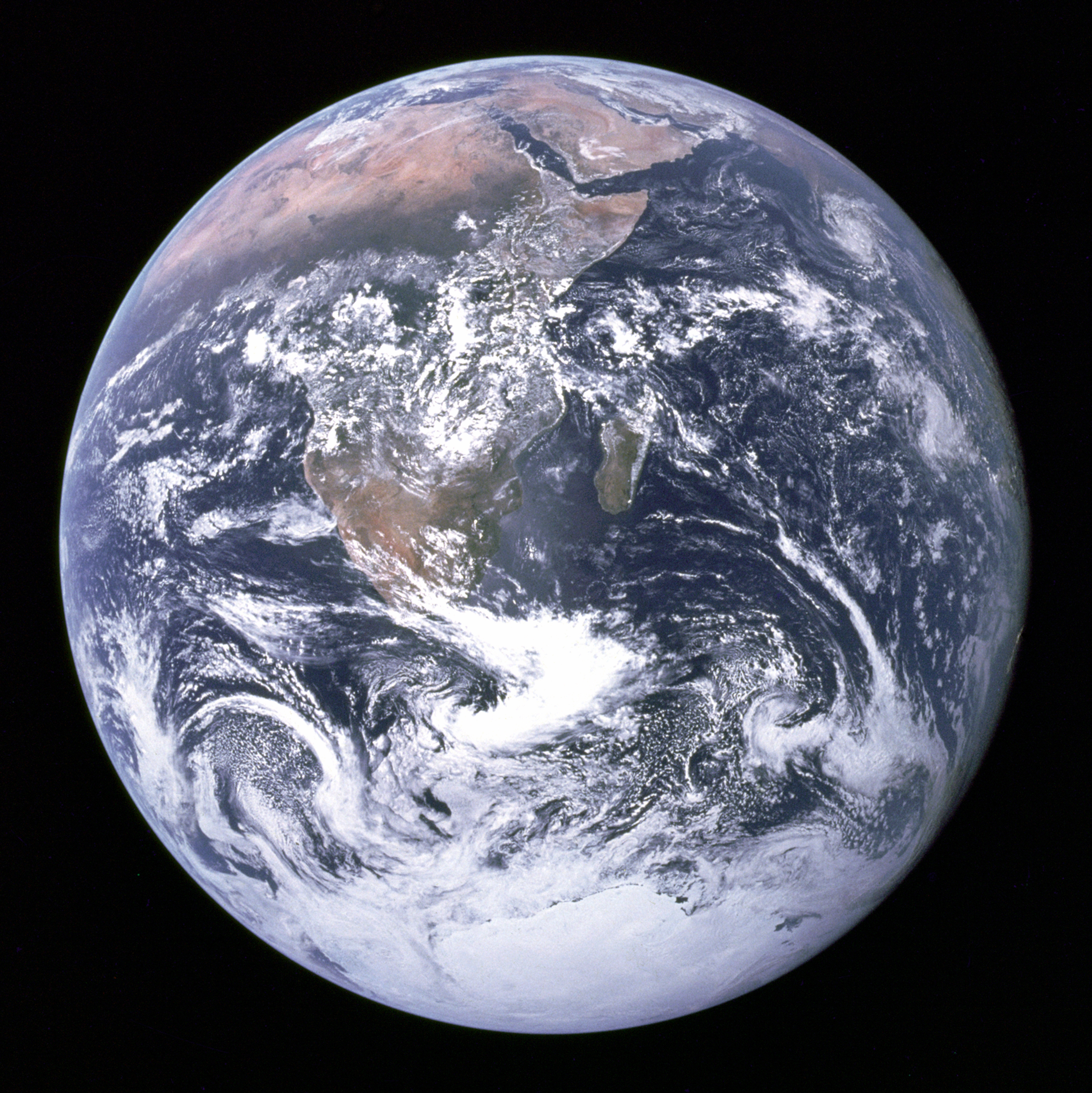
Биосфера охватывает всю поверхность Земли, покрывая её плёнкой живого вещества

Термин биосфера был введён Жаном-Батистом Ламарком в начале XIX века, а в геологии предложен австрийским геологом Эдуардом Зюссом в 1875 году. Однако создание целостного учения о биосфере принадлежит русскому учёному Владимиру Ивановичу Вернадскому.
Биосфера — экосистема высшего порядка, объединяющая все остальные экосистемы и обеспечивающая существование жизни на Земле. В состав биосферы входят следующие «сферы»:
1. Атмосфера — это самая лёгкая из оболочек Земли, граничит с космическим пространством; через атмосферу происходит обмен вещества и энергии с космосом (внешним пространством).
2. Гидросфера — водная оболочка Земли. Почти такая же подвижная, как и атмосфера, она фактически проникает всюду. Вода — соединение с уникальными свойствами, одна из основ жизни, универсальный растворитель[74].
3. Литосфера — внешняя твёрдая оболочка Земли, состоит из осадочных и магматических пород. На данный момент под земной корой понимается верхний слой твёрдого тела планеты, расположенный выше границы Мохоровичича.
4. Педосфера — самый верхний слой литосферы, включает почву и процессы почвообразования. Она находится на границе между литосферой, атмосферой, гидросферой, в ней замыкаются все циклы вещества и энергии в биосфере[75].

Биосфера тоже не замкнутая система, она фактически полностью обеспечивается энергией Солнца, небольшую часть составляет тепло самой Земли. Ежегодно Земля получает от Солнца около 1,3⋅1024 калорий. 40 % от этой энергии излучается обратно в космос, около 15 % идёт на нагрев атмосферы, почвы и воды, вся остальная энергия является видимым светом, который и является источником фотосинтеза.
В. И. Вернадский впервые чётко сформулировал понимание того, что всё живое на планете неразрывно связано с биосферой и обязано ей своим существованием:

В действительности, ни один живой организм в свободном состоянии на Земле не находится. Все эти организмы неразрывно и непрерывно связаны — прежде всего питанием и дыханием — с окружающей их материально-энергетической средой. Вне её в природных условиях они существовать не могут.— В. И. Вернадский
Живое вещество (совокупность всех организмов на Земле) составляет ничтожно малую часть от массы Земли, однако влияние живого вещества на процессы преобразования Земли огромно. Весь тот облик Земли, который наблюдается сейчас, не был бы возможен без миллиардов лет жизнедеятельности живого вещества.
На данный момент сам человек, как часть живого вещества, является существенной геологической силой и значительно изменяет направления процессов, происходящих в биосфере, тем самым ставя под угрозу своё существование:

В ярком образе экономист Л. Брентано иллюстрировал планетную значимость этого явления. Он подсчитал, что, если бы каждому человеку дать один квадратный метр и поставить всех людей рядом, они не заняли бы даже всей площади маленького Боденского озера на границе Баварии и Швейцарии. Остальная поверхность Земли осталась бы пустой от человека. Таким образом, всё человечество, вместе взятое, представляет ничтожную массу вещества планеты. Мощь его связана не с его материей, но с его мозгом, с его разумом и направленным этим разумом его трудом.

…
В гуще, в интенсивности и в сложности современной жизни человек практически забывает, что он сам и всё человечество, от которого он не может быть отделён, неразрывно связаны с биосферой — с определённой частью планеты, на которой они живут. Они — геологически закономерно связаны с её материально-энергетической структурой.
…
Человечество, как живое вещество, неразрывно связано с материально-энергетическими процессами определённой геологической оболочки Земли — с её биосферой. Оно не может физически быть от неё независимым ни на одну минуту.
…

Лик планеты — биосфера — химически резко меняется человеком сознательно и главным образом бессознательно. Меняется человеком физически и химически воздушная оболочка суши, все её природные воды.
— В. И. Вернадский.

## Искусственные экосистемы
Искусственные экосистемы — это экосистемы, созданные человеком, например, Биосфера 2.
Искусственные экосистемы имеют тот же набор компонентов, что и естественные: продуценты, консументы и редуценты, но есть существенные отличия в перераспределении потоков вещества и энергии. В частности, созданные человеком экосистемы отличаются от естественных следующим:
1. меньшим числом видов и преобладанием организмов одного или нескольких видов (низкая выравненность видов);
2. невысокой устойчивостью и сильной зависимостью от энергии, вносимой в систему человеком;
3. короткими цепями питания из-за небольшого числа видов;
4. незамкнутым круговоротом веществ вследствие изъятия урожая (продукции сообщества) человеком, тогда как естественные процессы наоборот стремятся включить в круговорот как можно большую часть урожая[14] (см. продуктивность экосистем).

Без поддержания энергетических потоков со стороны человека в искусственных системах с той или иной скоростью восстанавливаются естественные процессы и формируется естественная структура компонентов экосистемы и вещественно-энергетических потоков между ними.

## Понятия, сходные с понятием экосистемы, в смежных науках

### В экогеологии, ландшафтоведении и геоэкологии
В данных науках существуют понятия, схожие с понятием экосистема. Различие состоит в том, что в данных науках происходит смещение аспекта рассмотрения структуры и функций экосистем.
В экогеологии, науке, изучающей взаимодействие организмов и литосферы, упор делается на рассмотрении данных связей и соответственно взаимодействии данных компонентов природы, причём в большей степени влияние литосферы на формирование, развитие и функционирование экосистем и отдельных компонентов.
Для ландшафтоведения экосистема представляет интерес как системная единица, занимающая некоторое урочище и формирующая уникальный «рисунок» ландшафта.
В геоэкологии основное внимание уделяется изучению связей между равноправными компонентами геосистемы, так как геосистема полицентрична, в то время как экосистема моноцентрична и основной компонент в ней — биота.
В целом, в географических науках принято рассматривать природный территориальный комплекс, как эквивалент экосистемы.